# Butcher Boys
Butcher Boys è un film del 2012 diretto da Duane Graves e Justin Meeks. 
Pellicola horror prodotta negli Stati Uniti il cui soggetto deriva dal pamphlet satirico Una modesta proposta di Jonathan Swift (1729), nel quale quest'ultimo suggeriva ai poveri di vendere i propri bambini ai ricchi come cibo, al fine di risolvere il problema della sovrappopolazione in Irlanda. Lo sceneggiatore Kim Henkel immaginò le azioni dei discendenti di persone che avrebbero preso sul serio la provocazione di Swift.

## Trama
Una festa di compleanno in un ristorante di lusso a San Antonio mette in moto eventi che portano Sissy, suo fratello Mikey e gli amici Kenny e Barbie faccia a faccia con il macabro mondo dei Butcher Boys, predatori internazionali che trattano carne umana, viva o morta che sia.